# Czyny i myśli doktora Faustrolla, Patafizyka: powieść neoscjentystyczna
Czyny i myśli doktora Faustrolla, Patafizyka: powieść neoscjentystyczna (fr. Gestes et opinions du docteur Faustroll, pataphysicien: roman néo-scientifique) – powieść autorstwa Alfreda Jarry’ego.
Powieść została napisana w 1898, a wydana została cztery lata po śmierci autora, w roku 1911. Na końcu książki Jarry napisał: „Koniec. Ta książka nie powinna zostać wydana w całości, dopóki jej autor nie nabierze wystarczająco dużego doświadczenia, aby delektować się wszystkimi urokami [powieści] (Fin. Ce livre ne sera publié intégralement que quand l'auteur aura acquis assez d'experience pour en savourer toutes les beautés).
W „Czynach i myślach doktora Faustrolla” zostały przedstawione podstawy ’patafizyki, czyli nauki której celem jest badać to, co w rzeczywistości nie istnieje. Powieść jest również prekursorska dla nurtu surrealistycznego. Przekładu dzieła na polski dokonał Jan Gondowicz w 2000 roku nakładem wydawnictwa W.A.B..

## Fabuła
Powieść opowiada o przygodach doktora Faustrolla, oraz Ireneusza Izydora Champańskiego i Pana Cernika po dzielnicach Paryża, które zostają surrealistycznie przedstawione jako wyspy na morzu. Pod koniec powieści Faustroll napisał listy do Lorda Kelvina na temat Wszechrzeczy.

## Główni bohaterowie
- Doktor Faustroll – naukowiec, który urodził się w Kirgizji w 1898 roku w wieku sześćdziesięciu trzech lat. Jest ekscentrycznie ubrany. Jego nazwisko jest nawiązaniem do Fausta Goethego. Jest kontaminacją słów „faust” i „troll”. Doktor pewnego dnia wyrusza w podróż swoją łodzią (trumfem) – jedynym przedmiotem niezarekwirowanym przez komornika.
- Ireneusz Izydor Champański – komornik próbujący zlicytować nieruchomość (prywatne ubikacje), które zostały zajęte przez doktora Faustrolla. Po zarekwirowaniu wszelkich ruchomości doktora, ten namawia komornika do podróży trumfem.
- Pan Cernik – pawian, któremu dr. Faustroll przeszczepił błękit i szkarłat z jego pośladków na policzki. Jedynym wyrażeniem, jakie wymawia pan Cernik jest „ha-ha”.
- Biskup Arcyłgarz – postać napotkana w czasie podróży.